# 아른스베르크

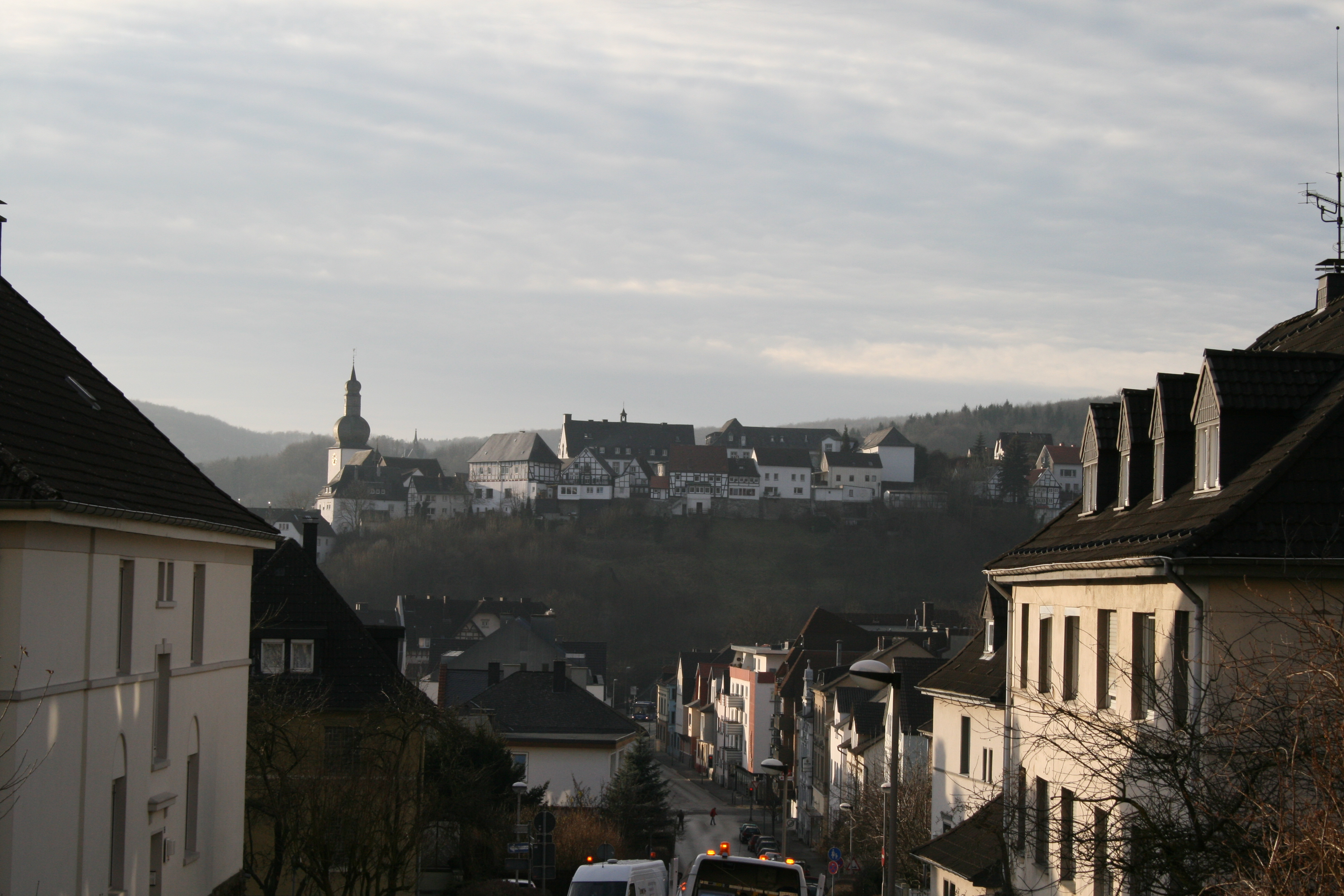
아른스베르크

아른스베르크(독일어: Arnsberg)는 독일 노르트라인베스트팔렌주에 위치한 도시로 아른스베르크 현의 현도이며 면적은 193.45km2, 인구는 73,784명(2015년 12월 31일 기준), 인구 밀도는 380명/km2이다.

시 문장

## 자매 도시
- 프랑스 포쉬르메르
- 네덜란드 데벤터르
- 영국 벡슬리구
- 루마니아 알바이울리아